# Yoshihiro Yasuda
Yoshihiro Yasuda (jap. 安田 好弘 Yasuda Yoshihiro; ur. 1948) – japoński adwokat, czołowy działacz japońskiego ruchu na rzecz delegalizacji kary śmierci.
Yasuda zgodził się bronić lidera sekty Aum Shinrikyō, Shōkō Asaharę, oskarżonego m.in. o zorganizowanie ataku terrorystycznego w tokijskim metrze. W 1998 roku Yasuda oskarżony został o blokowanie procesu i aresztowany, w wyniku czego Asahara, w opinii organizacji chroniących prawa człowieka z całego świata (m.in. Amnesty International), pozbawiony został możliwości skutecznej obrony. Podejrzenie to wydaje się potwierdzać fakt, iż w 2004 roku, krótko po zakończeniu procesu lidera Aum Shinrikyō, oczyszczony został ze wszystkich zarzutów.